# Голео
Голео VI (англ. Goleo VI) або просто Голео — офіційний талісман чемпіонату світу в Німеччині з футболу. Зовні схожий на лева, одягненого у футболку з номером 6. Він ніколи не розлучається зі своїм компаньйоном, розмовляючим м'ячем Пілле.

## Історія
Як талісман чемпіонату Голео був представлений Францем Бекенбауером і Пеле 13 листопада 2004 року, під час телепередачі на німецькому телебаченні «Тримаю парі, що». (нім. Wetten, dass.).

### Ім'я
Ім'я левові, можливо було вибрано від англ. Go, Leo (Вперед, лев) або ісп. Goleo (Я забив гол). Також можливо це похідна від вигуку уболівальників оле-оле.

### Вигадана біографія
Для лева придумали біографію, описали його звички і переваги, що любить їсти, слухати і т. д.
На сайті fifaworldcup.com, зокрема, описаний процес появи лева в Німеччині:
Дитинство Голео провів в Африканській савані, народився він у Ботсвані 5 липня 1985 року. Римська цифра шість означає, що він шостий Голео у своєму роді. Його батько Голео V — король джунглів. Проте, сам Голео в дитинстві далеко втік від рідних, заблукав, був спійманий браконьєрами і проданий. Капітан корабля, що купив його, виходив левенятко і відвіз до Німеччини. Деякий час Голео служив на кораблях матросом подорожував і багато чому навчився. Потім зупинився в Гамбурзі, де потрапив на конкурс талісманів, там він познайомився з Пілле і незабаром став знаменитим. Він все ще сподівається знайти свою сім'ю.

## Пілле
Пілле — м'яч, що говорить, компаньйон Голео, йде за ним куди б той не пішов. Його ім'я походить від нім. pill — розмовна назва футболу. Створений німецькою студією GUM Studios.

### Вигадані факти про Пілле
Згідно із сайтом fifaworld.com, Пілле з'явився 22 серпня 2003 на фабриці м'ячів Adidas. Замість повітря в нього закачали якийсь газ, але замість секретних тестів він, разом з іншими був відправлений на чемпіонат Європи 2004. Це був той самий м'яч, який пролетів над перекладиною після удару Девіда Бекхема в серії післяматчевих пенальті між Португалією і Англією.

## Критика Голео
У Німеччині вибір Голео, як символу, був сприйнятий скептично. Леви не мешкають в Німеччині і не асоціюються з німцями, швидше це символ сусідніх Нідерландів або Англії. Багато хто вважає, що талісманом повинен був стати орел або хоч би білка.
Ще одним об'єктом нападок стала відсутність на іграшці трусів.
Організатори ж вибір лева пояснюють так: оскільки лев — король звірів, відповідно лев з м'ячем — король футболу.

## Неприємності
Володар ліцензії на виробництво Голео, фірма по виробництву іграшок NICI AG, збанкрутіла перед самим початком чемпіонату. Багато в чому цьому сприяла велика вартість ліцензії €28 000 000. Тому талісман відсутній під час фінальної частини.